# Richbodo
Richbodo (... – Treviri, 1º ottobre 804) fu il quarto abate dell'abbazia di Lorsch dal 784, divenne arcivescovo di Treviri intorno al 791 e quindi anche abate dell'abbazia di Mettlach.

## Biografia
Richbodo aveva come fratello Richwin, conte di Parma, che ebbe come concubina Iltrude, una figlia di Carlo Magno; questi ebbero un figlio, Richbodo (800/805-14 giugno 844), che morì nella battaglia di Angoulême (e in cui morì anche Ugo di San Bertino) e che fu abate dell'abbazia di Saint-Riquier.
Richbodo fu allievo di Alcuino (735-804). Con una formazione basata sull'antichità, Richbodo fu uno dei rappresentanti della rinascita carolingia durante il regno di Carlo Magno. Nelle lettere del suo maestro Alcuino, appare sotto il nome grecizzato di Makarius. Poco si sa della sua persona. Sembra che Alcuino, con cui ebbe un'amicizia duratura, prendesse in giro il suo allievo Richbodo per la sua predilezione per il poeta romano Virgilio, dicendo che conoscesse l'Eneide meglio dei Vangeli, ma fosse comunque convinto dell'erudizione e dell'ortodossia di Richbodo. Quando quattro anni dopo il sinodo di Francoforte del 794, nel 798, si ripresentò la controversia sulla fede con i rappresentanti della dottrina dell'adozionismo, Alcuino fece in modo che Richbodo ricevesse una copia di un libello del vescovo Felice di Urgell, il principale rappresentante di questa dottrina, che era stato condannato come eresia al sinodo, per scriverne una confutazione. Poco si sa degli atti di Richbodo nelle abbazie e nell'arcivescovado di Treviri. Tra le altre cose, sembra che abbia avviato la costruzione di una chiesa a tre navate. Richbodo morì a Treviri nell'804 e fu sepolto nell'abbazia di Lorsch.